# Jürgen Ovens

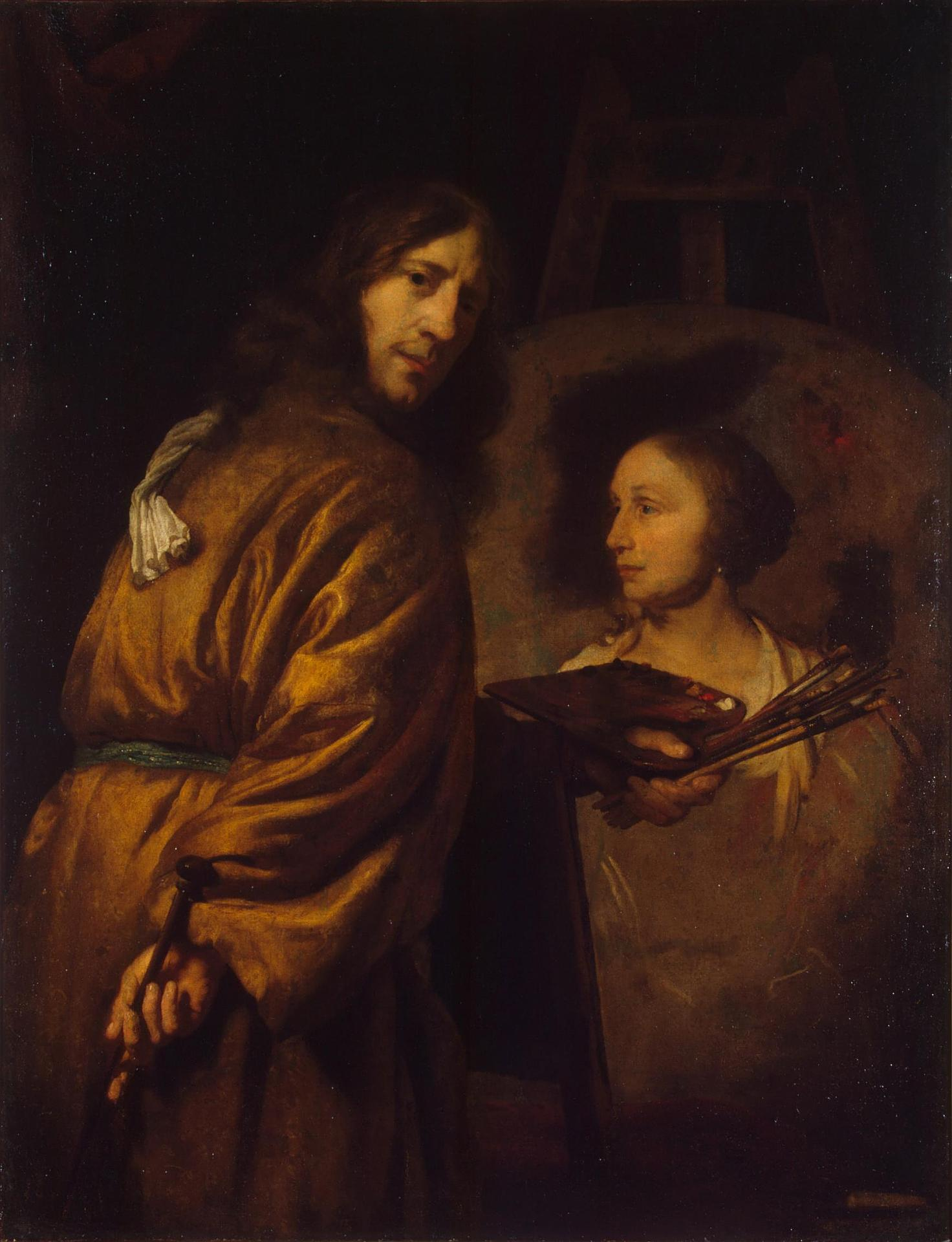
Autorretrato, óleo sobre lienzo, 125 x 95 cm, San Petersburgo, Museo del Ermitage.

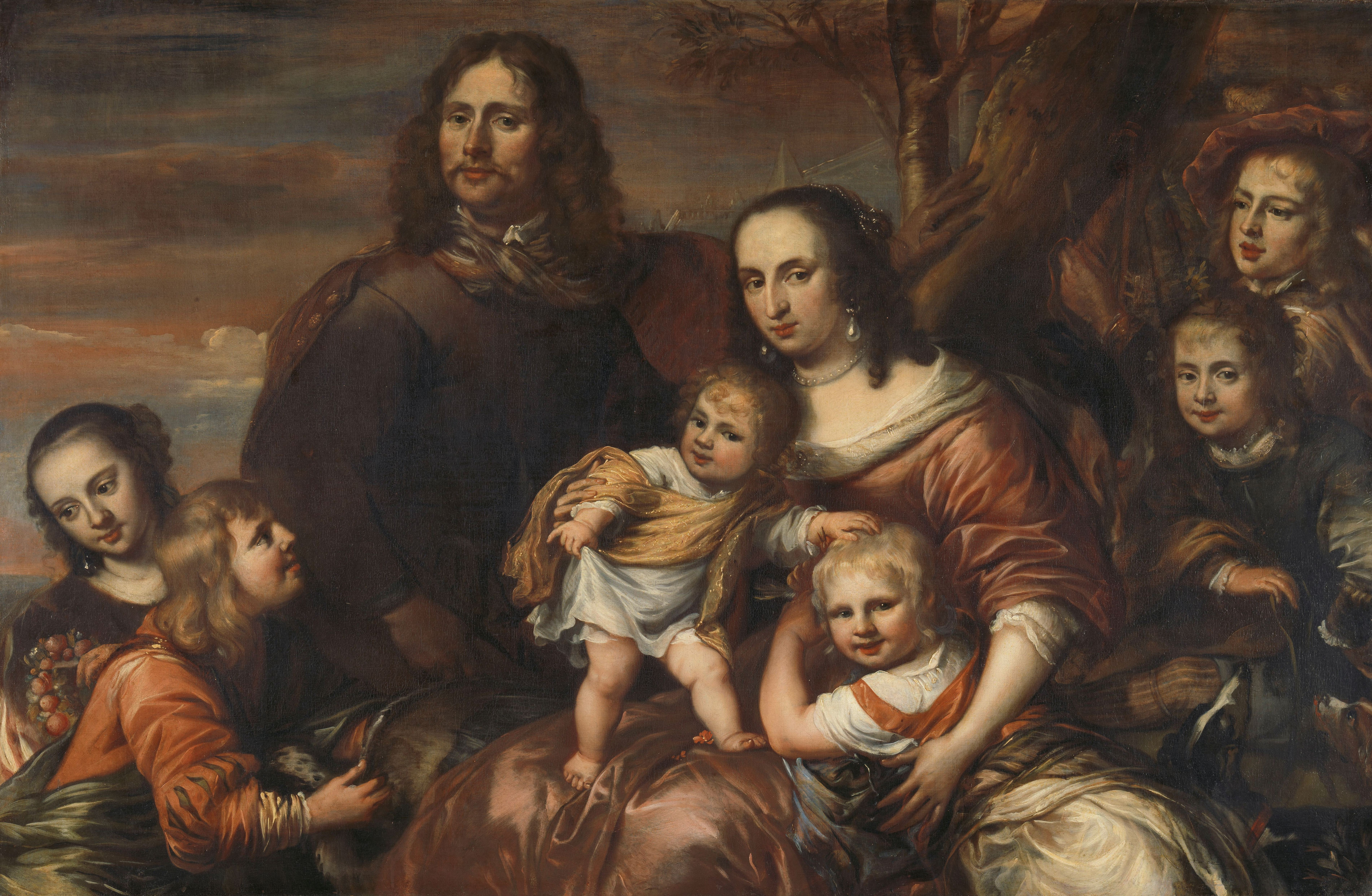
Retrato de una pareja con seis hijos en un exterior, óleo sobre lienzo, 113 x 173,5 cm, Ámsterdam, Rijksmuseum.

Jürgen Ovens (Tönning, 1623-Friedrichstadt, 1678) fue un pintor barroco alemán. Establecido en varias etapas de su vida en Ámsterdam, cuya ciudadanía adquirió en 1657, habría sido, según Arnold Houbraken, discípulo de Rembrandt, aunque el estilo de sus retratos caracterizado por los colores claros y la iluminación uniforme bajo la influencia de Anton van Dyck está más cercano al de la pintura flamenca.

## Biografía
Hijo de un rico comerciante y concejal de Tönning en el ducado de Holstein-Gottorp (Schleswig-Holstein), nominalmente feudo de Dinamarca, hacia 1638 se trasladó a Ámsterdam, donde su padre tenía intereses comerciales, para formarse como pintor. No hay confirmación documental que permita sostener el aprendizaje en el taller de Rembrandt, según lo afirmado por Houbraken, y estilísticamente apenas es apreciable su influencia. Sí se documenta su paso por el taller del agente artístico y marchante de arte Hendrick Uylenburgh en el que algunos años antes había trabajado Rembrandt. En 1651 Ovens regresó a Gottorp, estableciéndose en Friedrichstadt. Aunque sin el título de pintor de corte trabajó para Federico III de Holstein-Gottorp y su esposa y se le eximió del pago de impuestos, pero en 1657, empujado al parecer por la guerra, regresó a Ámsterdam con su familia y adquirió la ciudadanía. A este momento corresponde el encargo por el nuevo ayuntamiento de Ámsterdam del gran cuadro de La conspiración de Claudius Civilis al frente de los bátavos (Palacio Real de Ámsterdam) para reemplazar al cuadro del mismo asunto de Rembrandt, sustituido por razones ignoradas y devuelto al pintor.
En 1663 regresó a Friedrichstadt. Concluida la guerra, el nuevo duque, Cristián Alberto de Holstein-Gottorp, que había sucedido a su padre Federico III muerto en pleno conflicto, retomó el impulso a las ciencias y las artes que había caracterizado el gobierno de su padre y encargó un importante número de obras a Ovens, al que renovó los privilegios de los que ya había disfrutado, aunque no llegó a tener un salario fijo de la cámara ducal ni el título de pintor de cámara. A los retratos oficiales del duque y su familia rodeados de elementos alegóricos glorificadores, se añaden en este momento pinturas de historia (ciclo de la historia de Gottorp, Hillerød, Museo Nacional de Historia del Castillo de Frederiksborg) y cuadros de altar para la catedral de Schleswig, además de los numerosos retratos individuales y de grupos familiares encargados por particulares y dibujos para grabados. 
Es probable que todavía en estos años últimos de su carrera residiese alguna temporada en Ámsterdam y, en cualquier caso, no perdió nunca el vínculo con los ambientes artísticos holandeses, habiendo servido de proveedor de pinturas y grabados para la corte de Gottorp, además de haber reunido una importante colección particular de pintura holandesa, flamenca e italiana. Falleció en Friedrichstadt el 9 de diciembre de 1678.